# Migny
Migny – miejscowość i gmina we Francji, w Regionie Centralnym, w departamencie Indre.
Według danych na rok 1990 gminę zamieszkiwało 78 osób, a gęstość zaludnienia wynosiła 6 osób/km² (wśród 1842 gmin Regionu Centralnego Migny plasuje się na 1050. miejscu pod względem liczby ludności, natomiast pod względem powierzchni na miejscu 989.).